# Ink Inc.
Ink Inc. was een professioneel worsteltag-team dat actief was in de Total Nonstop Action Wrestling (TNA). De leden van dit team zijn Shannon Moore, Jesse Neal en hun valet Toxxin.

## Geschiedenis

### Total Nonstop Action Wrestling

#### 2010
Tijdens de Impact!-aflevering op 3 mei wonnen Shannon Moore & Jesse Neal hun eerste wedstrijd als team Ink Inc. van het duo Douglas Williams en Brian Kendrick. Op Sacrifice, 16 mei, faalde Ink Inc. hun opzet om de titelwedstrijd voor het TNA World Tag Team Championship te winnen van de regerend kampioen The Band (Kevin Nash & Scott Hall), wanneer Neals trainer Brother Ray in de wedstrijd inmengde en Neal aanviel. Een maand later tijdens de Impact-aflevering op 17 juni bereikte Ink Inc. de toernooifinale door The Band (Kevin Nash & Eric Young) te verslaan. Een week later verloor Ink Inc. de finale van Beer Money, Inc. (James Storm & Robert Roode) voor het beschikbare TNA World Tag Team Championship. Op Bound for Glory, 10 oktober, Ink Inc. won hun eerste wedstrijd op pay-per-view van Eric Young & Orlando Jordan.

#### 2011
Op Lockdown, 17 april, Ink Inc. won de "Four tag team Steel Cage match" van The British Invasion (Douglas Williams & Magnus), Crimson & Scott Steiner en Eric Young & Orlando Jordan voor de "number one contenders" voor het TNA World Tag Team Championship.
Het team werd opgeborgen nadat Jesse Neal de TNA verliet.

## In worstelen
- Finishers
  - Samoan drop (Neal) / Mooregasm (Moore) combinatie
- Entree theme
  - "Tattooed Attitude" van Dale Oliver